# Yevgeniy Fedorov
Pour les articles homonymes, voir Evgueni Fiodorov.
Yevgeniy Fedorov, né le 16 février 2000 à Aktioubé, est un coureur cycliste kazakh. Il évolue au sein de l'équipe Astana Qazaqstan.

## Biographie
En tant que junior (moins de 19 ans), Yevgeniy Fedorov devient champion du Kazakhstan sur route (2017) et du contre-la-montre (2018). En plus de ses succès sur le Tour de DMZ, une manche de la Coupe des Nations Juniors, il décroche la médaille d'or aux Jeux olympiques de la jeunesse d'été de 2018 aux côtés de Gleb Brussenskiy.
Après avoir rejoint les rangs espoirs (moins de 23 ans), il signe un contrat avec l'équipe continentale Vino-Astana Motors en 2019. Lors de sa première année chez les moins de 23 ans, il s'illustre devant les champions d'Asie espoirs, remportant la médaille d'or sur le contre-la-montre individuel et la médaille d'argent de la course en ligne. La saison suivante, en 2020, il remporte trois étapes dans différents courses UCI, dont le Tour de Langkawi et le Tour du Rwanda. Pour la saison 2021, il passe professionnel au sein de l'UCI WorldTeam Astana-Premier Tech et devient champion du Kazakhstan sur route. En 2022, il est champion d'Asie du contre-la-montre et du contre-la-montre par équipes et champion du monde sur route espoirs.
En novembre 2022, le contrat de Fedorov avec Astana Qazaqstan est prolongé jusqu'en fin d'année 2024.

## Palmarès
- 2017

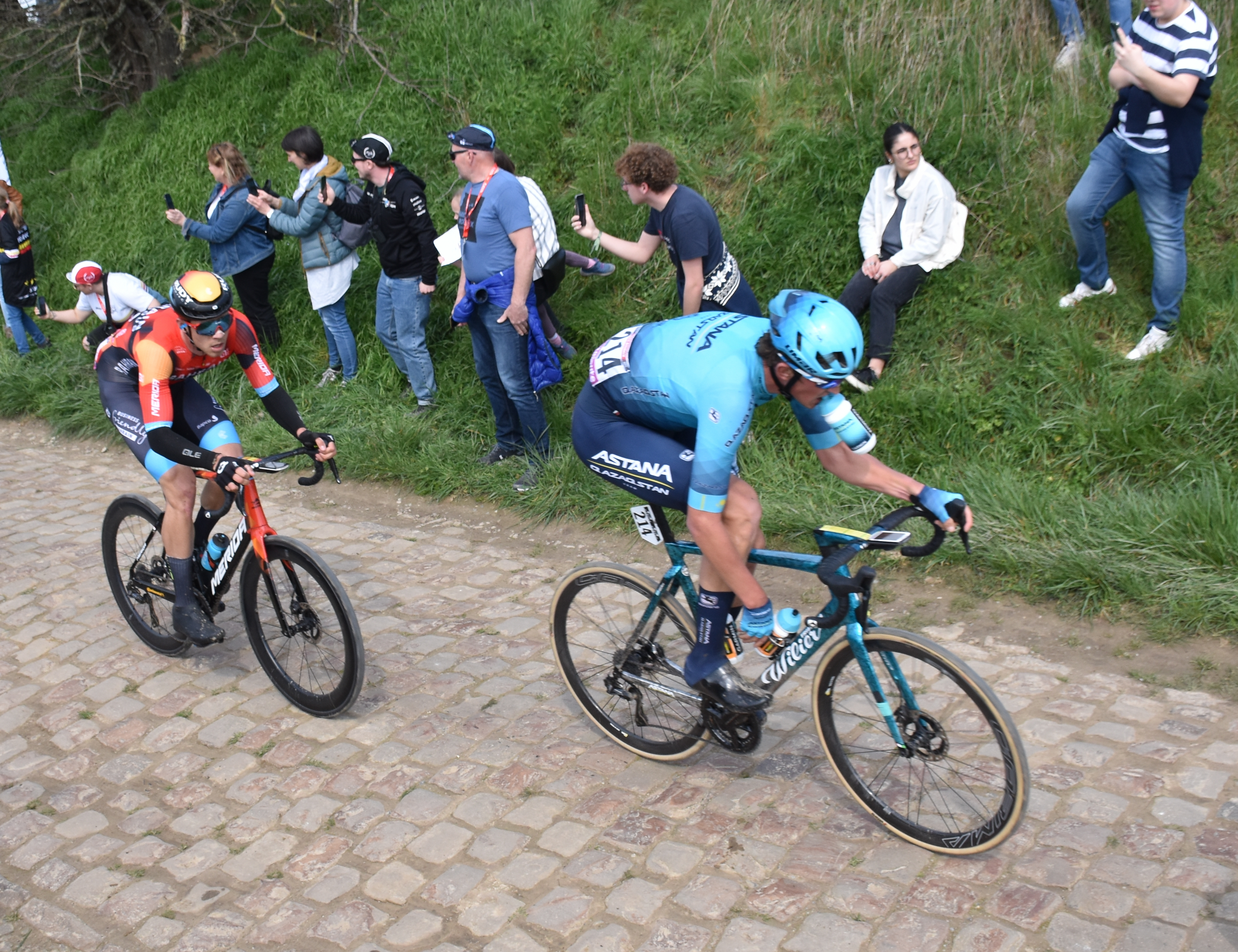
Paris-Roubaix 2023 - Secteur pavé de Quiévy à Saint-Python - N° 214 Yevgeniy Fedorov.

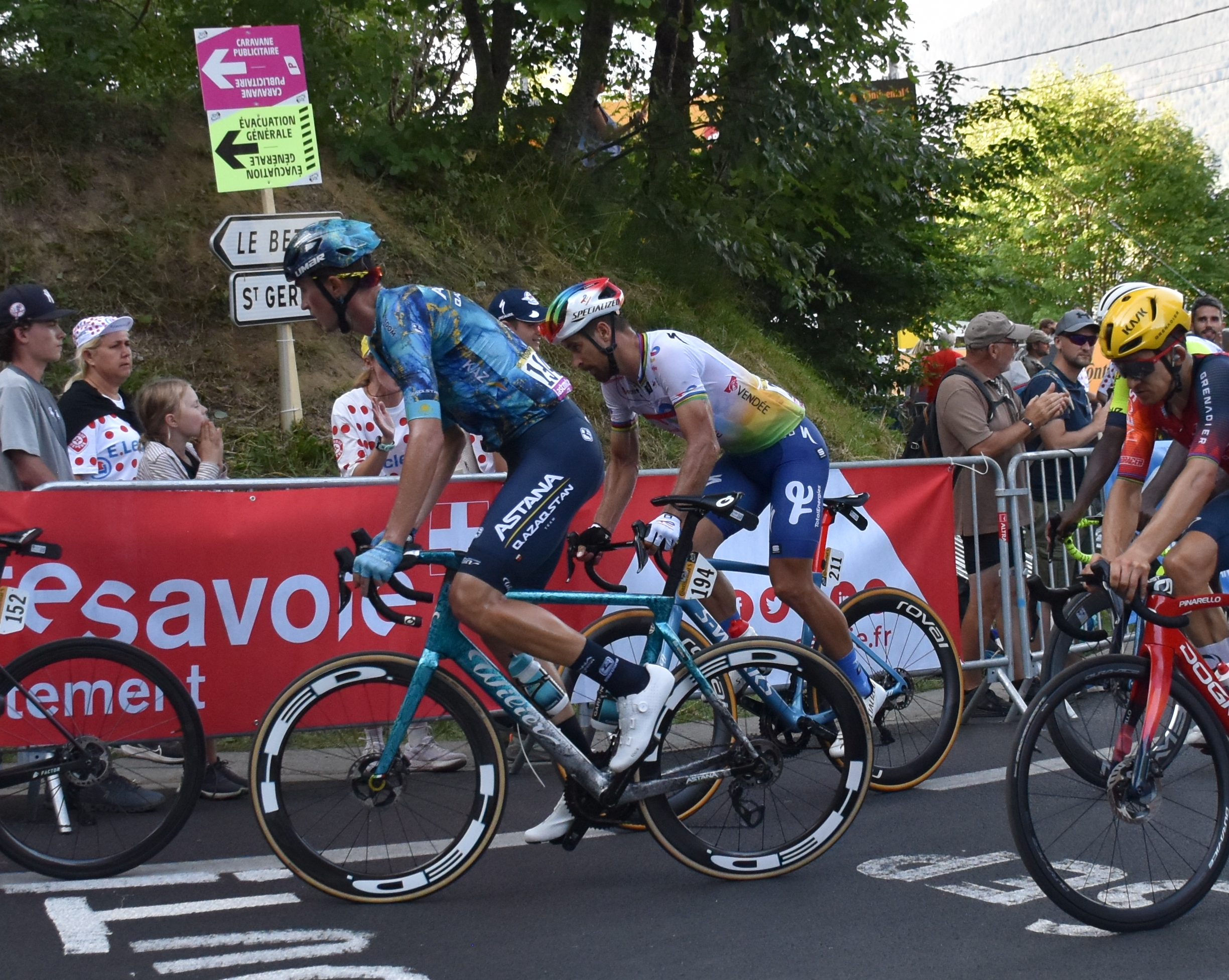
Yevgeniy Fedorov N° 194 - Tour de France 2023 - 15e étape.

  -  Champion du Kazakhstan sur route juniors
  - 4e étape du Tour de DMZ
  - 9e du championnat du monde sur route juniors
- 2018
  -  Champion du Kazakhstan du contre-la-montre juniors
  -  Médaillé d'or de la course par équipes aux Jeux olympiques de la jeunesse (avec Gleb Brussenskiy)
  - 3e étape du Tour de DMZ
  - 3e du Tour de DMZ
- 2019
  -  Champion d'Asie du contre-la-montre espoirs
  -  Médaillé d'argent du championnat d'Asie sur route espoirs
- 2020
  - 1re étape du Tour de Langkawi
  - 1re étape du Tour du Rwanda
  - 1re étape du Tour de Szeklerland
  - 2e du Tour de Langkawi
  - 2e de l'UCI Asia Tour
- 2021
  -  Champion du Kazakhstan sur route
  - 2e du championnat du Kazakhstan du contre-la-montre
- 2022
  -  Champion du monde sur route espoirs
  -  Champion d'Asie du contre-la-montre
  -  Champion d'Asie du contre-la-montre par équipes
  - 2e du Tour de Lombardie amateurs
- 2023
  -  Champion d'Asie du contre-la-montre
  -  Champion d'Asie du contre-la-montre par équipes mixtes
  -  Médaillé d'or de la course en ligne aux Jeux Asiatiques
- 2024
  -  Champion d'Asie du contre-la-montre
  -  Champion d'Asie du contre-la-montre par équipes mixtes
  -  Médaillé de bronze du championnat d'Asie sur route
- 2025
  -  Champion d'Asie du contre-la-montre
  -  Champion d'Asie du contre-la-montre par équipes mixtes
  -  Champion du Kazakhstan du contre-la-montre
  -  Champion du Kazakhstan sur route

## Résultats sur les grands tours

### Tour de France
3 participations
- 2023 : 148e
- 2024 : hors délais (12e étape)
- 2025 : non-partant (20e étape)

### Tour d'Espagne
1 participation
- 2022 : 123e

## Classements mondiaux
| Année                                 | 2019 | 2020 | 2021 | 2022 | 2023 | 2024 |
| ------------------------------------- | ---- | ---- | ---- | ---- | ---- | ---- |
| Classement mondial                    | 610e | 174e | 484e | 238e | 218e | 277e |
| UCI Asia Tour                         | 25e  | 2e   | 5e   | 4e   | 3e   | 3e   |
|                                       |      |      |      |      |      |      |
| Légende : nc = non classéSource : UCI |      |      |      |      |      |      |